# Orlando Cáceres
Orlando Cáceres (* 27. října 1961) je bývalý portorický zápasník, volnostylař. V roce 1984 na olympijských hrách v Los Angeles v kategorii do 57 kg vybojoval čtvrté místo. V roce 1983 vybojoval třetí místo na Panamerických hrách.